# Tobias Augustinus-Jensen
Tobias Augustinus-Jensen (27 december 2004) is een Deens voetballer die doorgaans als aanvaller (vleugelspeler) speelt. Hij tekende in januari 2023 een contract bij FC Utrecht, waar hij uitkomt voor Jong FC Utrecht.

## Clubcarrière

### Odense BK
Augustinus-Jensen speelde in de jeugdopleiding van Odense BK. Daar speelde hij sinds mei 2021 mee bij Odense onder 19. Tot en met zijn vertrek bij de club kwam hij in veertig wedstrijden tot achttien doelpunten en gaf hij vier assists. Daarnaast speelde hij verschillende wedstrijden als aanvoerder. In het seizoen 2021/22 zat hij voor het eerst bij de selectie van het beloftenelftal. In negen wedstrijden was hij twee keer trefzeker en gaf hij één assist.
Op 12 mei 2022 zat Augustinus-Jensen op zeventienjarige leeftijd voor het eerst bij de wedstrijdselectie van het eerste elftal. Later volgde op 18 juli 2022 een tweede en tevens laatste keer. Tot speelminuten voor het eerste elftal van Odense BK kwam het niet.

### FC Utrecht
Op 31 januari 2023 werd bekendgemaakt dat Augustinus-Jensen een contract tot medio 2025 ondertekende bij FC Utrecht. Daarbij werd in de overeenkomst een optie tot een extra seizoen opgenomen. Augustinus-Jensen sloot na zijn overgang aan bij Jong FC Utrecht, uitkomend in de Eerste divisie. Op 13 februari 2023 maakte hij zijn debuut in de met 0–1 verloren thuiswedstrijd tegen Telstar.

## Clubstatistieken

### Beloften
| Seizoen                   | Club            | Competitie      | Competitie | Competitie | Overig | Overig | Totaal | Totaal |
| Seizoen                   | Club            | Competitie      | Wed.       | Dlp.       | Wed.   | Dlp.   | Wed.   | Dlp.   |
| ------------------------- | --------------- | --------------- | ---------- | ---------- | ------ | ------ | ------ | ------ |
| 2021/22                   | Odense BK II    | Reserveligaen   | 4          | 0          | 3      | 1      | 7      | 1      |
| 2022/23                   | Odense BK II    | Future Cup      | 2          | 1          | 0      | 0      | 2      | 1      |
| 2022/23                   | Jong FC Utrecht | Eerste divisie  | 13         | 1          | 0      | 0      | 13     | 1      |
| Carrière totaal           | Carrière totaal | Carrière totaal | 19         | 2          | 3      | 1      | 19     | 2      |
| Bijgewerkt op 7 juni 2023 |                 |                 |            |            |        |        |        |        |

### Senioren
| Seizoen                   | Club            | Competitie      | Competitie | Competitie | Beker | Beker | Europees | Europees | Overig | Overig | Totaal | Totaal |
| Seizoen                   | Club            | Competitie      | Wed.       | Dlp.       | Wed.  | Dlp.  | Wed.     | Dlp.     | Wed.   | Dlp.   | Wed.   | Dlp.   |
| ------------------------- | --------------- | --------------- | ---------- | ---------- | ----- | ----- | -------- | -------- | ------ | ------ | ------ | ------ |
| 2021/22                   | Odense BK       | Superligean     | 0          | 0          | 0     | 0     | –        | –        | 0      | 0      | 0      | 0      |
| 2022/23                   | Odense BK       | Superligean     | 0          | 0          | 0     | 0     | –        | –        | 0      | 0      | 0      | 0      |
| Carrière totaal           | Carrière totaal | Carrière totaal | 0          | 0          | 0     | 0     | –        | –        | 0      | 0      | 0      | 0      |
| Bijgewerkt op 7 juni 2023 |                 |                 |            |            |       |       |          |          |        |        |        |        |

## Interlandcarrière
Augustinus-Jensen speelde zeven wedstrijden mee met Denemarken onder 18, waarvan drie als basisspeler en vier als invaller. Voor Denemarken onder 19 speelde hij een wedstrijd, welke hij als basisspeler startte.